# 瓜尔达博索内
瓜尔达博索内（義大利語：Guardabosone），是意大利韦尔切利省的一个市镇。总面积6平方公里，人口349人，人口密度58.2人/平方公里（2009年）。ISTAT代码为002066。